# My Jet Xpress Airlines
My Jet Xpress Airlines (precedentemente Neptune Air) è una compagnia aerea cargo con sede in Malaysia. I loro affiliati e partner sono Neptune Capital Inc. of Malaysia e My Indo Airlines.

## Storia
Neptune Air è stata fondata nel 1970 per operare servizi "door to door" da Malaysia e Singapore verso diverse parti dell'Indonesia. Il 21 maggio 2009, il Dipartimento malese dell'aviazione civile (DCA) ha rilasciato un certificato di operatore aereo (COA) alla compagnia, che ha iniziato le proprie operazioni utilizzando un Boeing 737-200F.
Nel 2018, Neptune Air, in un processo di rebranding, ha dismesso tutti gli ormai obsoleti Boeing 737-200 e ha cambiato nome in My Jet Xpress Airlines. Tra il 2018 e il 2020 ha rinnovato la propria flotta acquisendo quattro Boeing 737 Classic convertiti per le operazioni di trasporto merci.

## Flotta
A dicembre 2022 la flotta di My Jet Xpress Airlines è così composta: